# André Beaufre

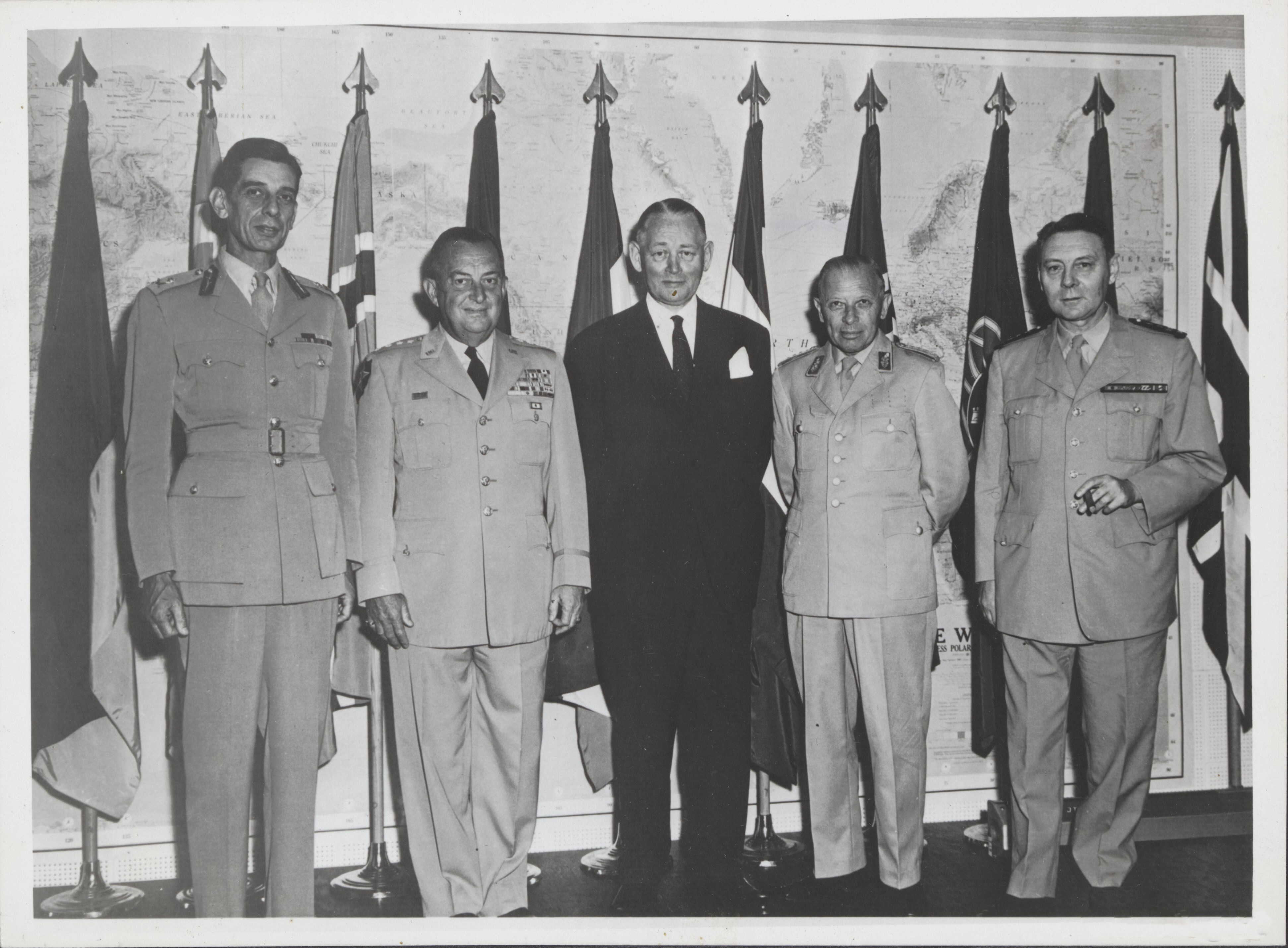
André Beaufre (Mitte), Adolf Heusinger u. a. (Washington, 1964)

André Beaufre (* 25. Januar 1902 in Neuilly-sur-Seine; † 13. Februar 1975 in Belgrad) war Général d’armée der französischen Armee, der zu den bedeutendsten Strategie-Theoretikern des 20. Jahrhunderts zählt. Er wurde durch den Einsatz für eine eigenständige französische Nuklearstreitmacht und seine strategischen Schriften bekannt. Neben einer grundlegenden Theorie der Strategie schrieb er auch Werke über Guerilla-Taktik und Terrorismus, die als Klassiker ihrer jeweiligen Genres gelten.

## Leben und militärischer Werdegang
Im Alter von 19 Jahren trat André Beaufre 1921 in die Militärakademie École Spéciale Militaire de Saint-Cyr ein, wo ihn Charles de Gaulle unterrichtete, der spätere erste Staatspräsident der Fünften Republik. 1925/26 kämpfte Beaufre im Rifkrieg gegen die marokkanische Unabhängigkeitsbewegung Abd el Krims. Danach studierte er an der École supérieure de guerre und der École Libre des Sciences Politiques und wurde anschließend in den französischen Generalstab versetzt.
Zu Beginn des Zweiten Weltkriegs diente er im Range eines Colonel in Algerien und wurde 1941 von der Vichy-Regierung in Haft genommen. Nach seiner Freilassung 1942 diente er bis zum Kriegsende weiter in der französischen Armee.
1952 führte er eine Studiengruppe der NATO im Indochinakrieg, um die dort angewendeten Taktiken zu analysieren. Kaum aus Indochina zurückgekehrt, wurde er als Divisionskommandant in den Algerienkrieg geschickt.
1956 kommandierte er die französischen Truppen in der Suez-Krise, um 1958 Chef des Generalstabes im Obersten Hauptquartier der Alliierten Streitkräfte in Europa (SHAPE) der NATO zu werden. Als Chef der französischen Delegation in der Ständigen Gruppe der NATO in Washington wurde er 1960 zum Général d’armée befördert.
In den frühen 1960er Jahren wurde Beaufre in Fachkreisen und den interessierten Teilen der Öffentlichkeit durch mehrere Bücher bekannt. Nachdem er zunächst strategische Fragen und Probleme des Atomkriegs behandelt hatte, wertete er ab 1970 auch seine reichen Erfahrungen aus den Kriegen, an denen er in Indochina, Algerien und Ägypten teilgenommen hatte, in Fachbüchern aus.
André Beaufre starb 1975 während einer Vortragsreise durch Jugoslawien.

## Werke
In mehreren Veröffentlichungen wertete Beaufre seine persönlichen Kriegserfahrungen aus. Neben 1940: Der Untergang Frankreichs, Die Suez-Expedition. Analyse eines verlorenen Sieges und seinen Memoiren zählt dazu auch sein Werk Die Revolutionierung des Kriegsbildes. Neue Formen der Gewaltanwendung. Durch seine darin formulierten Erkenntnisse und Theorien gilt er als einer der Väter der Guerilla-Taktik und grundlegender Theoretiker des Terrorismus.
Der zweite große Zweig seiner Autorenschaft beschäftigt sich mit grundlegenden Fragen der Strategie, wie sie sich im aufkommenden Nuklearzeitalter nach dem Zweiten Weltkrieg stellten. Neben seinen Werken Abschreckung und Strategie, Die NATO und Europa gehört dazu auch die inzwischen als Klassiker geltende Totale Kriegskunst im Frieden –Einführung in die Strategie, die bereits ein Jahr nach Erscheinen in deutscher Übersetzung mit einem Geleitwort von General Hans Speidel vorgelegt wurde.

## Theoretischer Ansatz und Kernaussagen
Von eigenen Erfahrungen und gediegenen militärhistorischen Kenntnissen ausgehend, begreift Beaufre den Krieg als gesamtgesellschaftliches und gesamtstaatliches Phänomen. Seine Behauptung, die Niederlage der französischen Armee (1940) sei das bedeutendste Ereignis des Zwanzigsten Jahrhunderts gewesen, weist in die Richtung, dass Hitlers Regime andernfalls sofort gefallen wäre und es somit nicht zu einer Eroberung Westeuropas, nicht zum Angriff auf die Sowjetunion, nicht zum Holocaust und wahrscheinlich auch nicht zur Einverleibung Osteuropas durch die Sowjetunion gekommen wäre.
Bei der Suche nach der Ursache dieser katastrophalen Niederlage verharrt er nicht bei dem nächstliegenden Aspekt, den schwerwiegenden militärischen Fehlern, wie zum Beispiel der Aufteilung der Panzerkräfte statt ihrer Konzentration. Tiefere Ursachen spürt er in sozialen und politischen Faktoren auf, der Spaltung der französischen Gesellschaft und den tiefen Rissen in der politischen Landschaft, die sich in Parolen wie Lieber Hitler als Blum! bei den französischen Eliten der 1930er Jahre zeigten.
Ganz im Denken seiner Zeit befangen zeigte er sich, als er für Kriege, wie den in Indochina, kleine befestigte Stellungen zum Schutz gegen Nuklearwaffen als Schild und für Schläge in den weiten offenen Räumen sehr leichte mobile Truppen mit nuklearer Artillerie forderte.
Aus seinem Kampf in Algerien brachte er die Überzeugung mit, dass die Grenzen zwischen Militär und Gesellschaft aufzuheben seien, da sie im modernen Krieg irreal seien. Das Schlachtfeld habe sich so stark erweitert, dass nun auch alle Aspekte der bürgerlichen Gesellschaft, die Sozialordnung, Wirtschaft, Informationswesen usw. zu Teilen des Schlachtfeldes geworden seien. Seine Theorie der Totalen Strategie, die nicht mit totalem Krieg verwechselt werden darf, fordert die Bündelung aller Kräfte des Staates zur koordinierten Bekämpfung des Gegners.
Im amerikanisch-angelsächsischen Raum wird diese Vorstellung so interpretiert, dass militärische Erfordernisse die Prärogative in allen strategischen Fragen haben und alle Aspekte der zivilen Gesellschaft nach diesen Bedürfnissen zu koordinieren hätten.
Der Vatikan untersuchte diese Schrift und Beaufres Aussagen zur nuklearen Abschreckung in der vierten Sitzungsperiode des Zweiten Vatikanischen Konzils 1966 und kommentierte sie in Gaudium et Spes.
Insgesamt war Beaufre, wie sein zu gleicher Zeit schreibender britischer Kollege Liddell Hart, Verfechter der so genannten indirekten Strategie.

## Beaufres Strategiebegriff
Beaufre definiert Strategie in seiner Einführung in die Strategie als „die Kunst der Dialektik der Willen, die sich der Macht zur Lösung ihres Konfliktes bedient.“ Er gibt zu, dass diese Definition abstrakt und allgemein erscheint, weist jedoch darauf hin, dass Strategie auf dieses Niveau gehoben werden müsse, um ihre Denkmechanismen und die ihr innewohnenden Gesetzmäßigkeiten zu verstehen. Die zu seiner Zeit gängige Definition, Strategie sei die Kunst, militärische Macht zur Erreichung der von der Politik gesetzten Ziele einzusetzen, erschien ihm zu eng. Dabei waren seine Hauptkritikpunkte, dass die herkömmliche Definition die gesamte Kriegskunst einschließe, also auch die Taktik und die Logistik, und die nichtmilitärischen Machtmittel nicht betrachte. Einerseits bestehe aber die Kriegskunst aus Strategie, Taktik und nach einigen Systematiken als drittem Bestandteil der Logistik, was bedeute, dass Strategie etwas anderes sein müsse als Taktik und Logistik. Andererseits stünden der Strategie weit mehr Mittel zur Verfügung als die rein militärischen. Raymond Aron argumentierte dagegen, dass wenigstens der Clausewitzsche Strategiebegriff nie die Einengung auf militärische Machtmittel vorgegeben habe.
Ganz in der Tradition Clausewitz betont Beaufre den Wert der Moral. So definiert er das Ziel der Strategie: „Die Entscheidung herbeizuführen, indem eine Situation geschaffen und ausgenutzt wird, die beim Gegner eine so starke moralische Wirkung hervorruft, dass er die ihm gestellten Bedingungen annimmt.“
Schließlich formuliert er fünf strategische Modelle, aus denen er eine Unterteilung der Strategie in eine Vielzahl untergeordneter Begriffe entwickelt. So sieht er neben See- und Landstrategie weitere Fachstrategien im Bereich der Wirtschaft, Diplomatie und allen anderen Bereichen des öffentlichen Lebens. An der Spitze dieser strategischen Pyramide sieht er etwas, das er als totale Strategie bezeichnet. Dieser Begriff erscheint ihm sinnvoller als Liddell Harts Begriff der Großen Strategie oder der US-amerikanische Begriff der Nationalen Verteidigung, den er als völlig nichtssagend und verwirrend verwirft. Aber auch die Fachstrategien formulieren jeweils für ihren Bereich eine allgemeine Strategie, die im nachgeordneten Bereich durch Staatssekretäre oder Stabschefs so operationalisiert wird, dass Konzeption und Ausführung ineinander greifen. Diese bezeichnet er in Anlehnung an den deutschen militärischen Begriff als operative Strategie.

## Bibliographie
- Totale Kriegskunst im Frieden, Einführung in die Strategie. Hrsg. mit dem Forschungsinstitut der Deutschen Gesellschaft für Auswärtige Politik e.V., Berlin 1964 (Introduction à la stratégie. Paris, 1963)
- Le Drame de 1940. Paris 1965 (1940. The fall of France. London 1967)
- Abschreckung und Strategie. Hrsg. mit dem Forschungsinstitut der Deutschen Gesellschaft für Auswärtige Politik e.V., Berlin 1966 (Dissuasion et stratégie. Paris 1964)
- La revanche de 1945. Paris 1966
- Die NATO und Europa. Stuttgart 1967 (L'O.T.A.N. et l'Europe. Paris 1966[1])
- Die Suez-Expedition: Analyse eines verlorenen Sieges. Berlin 1968
- Mémoires: 1920, 1940, 1945. Paris 1969
- Die Revolutionierung des Kriegsbildes: neue Formen der Gewaltanwendung. Stuttgart 1973 (La guerre révolutionnaire: les formes nouvelles de la guerre. Paris 1972)
- La nature de l'histoire. Paris 1974
- Strategy for tomorrow / Stratégie pour demain. New York: Crane, Russak & Co. 1974 ISBN 0844803103[2]